# Victorine de Chastenay
Pour les articles homonymes, voir Chastenay.
Louise-Marie-Victoire de Chastenay, née le 11 avril 1771 à Paris, et décédée le 9 mai 1855 à Châtillon-sur-Seine (Côte-d'Or), est une mémorialiste française. Elle est enterrée dans le chœur de l'église d'Essarois.

## Biographie
Elle est la fille du comte Erard-Louis-Guy de Chastenay-Lanty et de Catherine d'Herbouville, fille du marquis d'Herbouville. Elle a un frère, Henri-Louis, né en 1772,.
Elle passe son enfance à Paris. À 17 ans elle découvre le château d'Essarois (près de Châtillon-sur-Seine, Côte-d'Or), un bien de longue date de sa famille. Victorine reçoit une éducation très large et inhabituelle pour une femme à cette époque : sciences, lettres, géographie, nombreuses langues (allemand, espagnol, anglais, italien, latin) et arts (musique - elle joue du  piano et du violon et compose, dessin, danse). A 15 ans, Victorine devient chanoinesse du chapitre d'Épinal (on l'appelle alors Madame) et prend la succession d'une abbesse, mais ne prononce pas de vœux. En 1789, son père devient député aux États généraux de la noblesse du bailliage de Châtillon-sur-Seine. Dans cette période révolutionnaire, la famille quitte Paris et se réfugie d'abord à Rouen, chez la sœur de sa mère, puis à l'abbaye de Saint-Ouen et enfin retourne à Essarois. Son père est accusé, à tort, d'être émigré ; Victorine est arrêtée. Dix-neuf jours plus tard son père est arrêté à son tour ; elle est libérée. Son père passe en jugement après le 9 thermidor an II. Il est acquitté. Son avocat est Pierre-François Réal. Victorine s'éprend de lui et restera toute sa vie son amie. Victorine, durant quelques jours en juin 1795 rencontre Bonaparte et a de longues conversations avec lui. Elle le reverra ultérieurement mais ne sera pas une de ses proches.
Sous le directoire, Victorine mène une vie mondaine et côtoie aussi bien des hommes politiques (Fouché en particulier, dont elle est amie), des scientifiques (Arago, Cuvier...) que des écrivains. En 1797, elle traduit Pétrarque et des poètes anglais. Puis, à partir de 1802, publie ses propres écrits. Ses mémoires ne sont cependant publiés qu'en 1896.
À propos de sa vie amoureuse, Edmond Biré, dans l'Univers, écrit : « Madame de Chastenay avait de la beauté, de la fortune, de l'esprit et des talents. Les prétendants à sa main ne manquèrent pas et ils n'étaient pas tous à dédaigner. Elle nous en a donné la liste dans ses mémoires ». Elle ne répond toutefois favorablement à aucun et reste toute sa vie célibataire.
À partir de 1816, elle vit essentiellement à Essarois. De 1830 à 1834, elle perd son père, sa mère et son frère. Cette même année, elle voit aussi mourir Pierre-François Réal, son cher ami, qu'elle avait aimé. Elle s'isole encore davantage à Essarois. Elle devient presque aveugle en 1839. Elle meurt en 1855 à 84 ans. Elle est enterrée avec ses parents et son frère dans l'église.

## Œuvres

### Traductrice
- Le Village abandonné, traduit du poème anglais d'Olivier Goldsmith, Paris, Impr. de Réal, An V (1797)
- Les Mystères d'Udolphe, Paris, An V (1797), 4 vol.
- Mémoires secrets pour servir à l'histoire de la fin du règne de Louis XVI de Bertrand de Molleville (ce livre n'avait été initialement publié qu'en anglais)

#### Auteur
- Le Calendrier de Flore ou Etudes de fleurs d'après nature, Paris, Maradan, An X (1802) - An XI (1803), 3 vol.
- Du Génie des peuples anciens, ou Tableau historique et littéraire du développement de l'esprit humain chez les peuples anciens, depuis les premiers temps connus jusqu'au commencement de l'ère chrétienne, Paris, Maradan, 1808, 4 vol.
- Les Chevaliers normands en Italie et en Sicile, et Considérations générales sur l'histoire de la  chevalerie, et particulièrement en France  sur celle de la chevalerie de France, Paris, Maradan, 1816
- De l'Asie ou considérations religieuses, philosophiques et littéraires sur l'Asie, ouvrage composé et dédie à M. le baron Sylvestre de Sacy, Paris, Renouard-Dondey-Dupré, 1832, 4 vol.
- Mémoires de Madame de Chastenay, 1771-1815, Paris, publié par Alphonse Roserot, Plon, 1896, 2 vol.
- Mémoires, 1771-1815 : Deux révolutions pour une seule vie, Paris, Tallandier, 2009.